# Vilamartín de Valdeorras
Vilamartín de Valdeorras è un comune spagnolo di 2 457 abitanti situato nella comunità autonoma della Galizia.